# 尚特卢城堡
尚特卢城堡（Château de Chanteloup）是法国安德尔-卢瓦尔省昂布瓦斯附近的一座法式城堡，原为艾蒂安·弗朗索瓦 (舒瓦瑟尔公爵)的乡村住宅，建于1760年，古典主义风格，被美丽的花园包围。
尚特卢城堡有一座“中国风”的六层宝塔，建于1775-1778年，高44米。

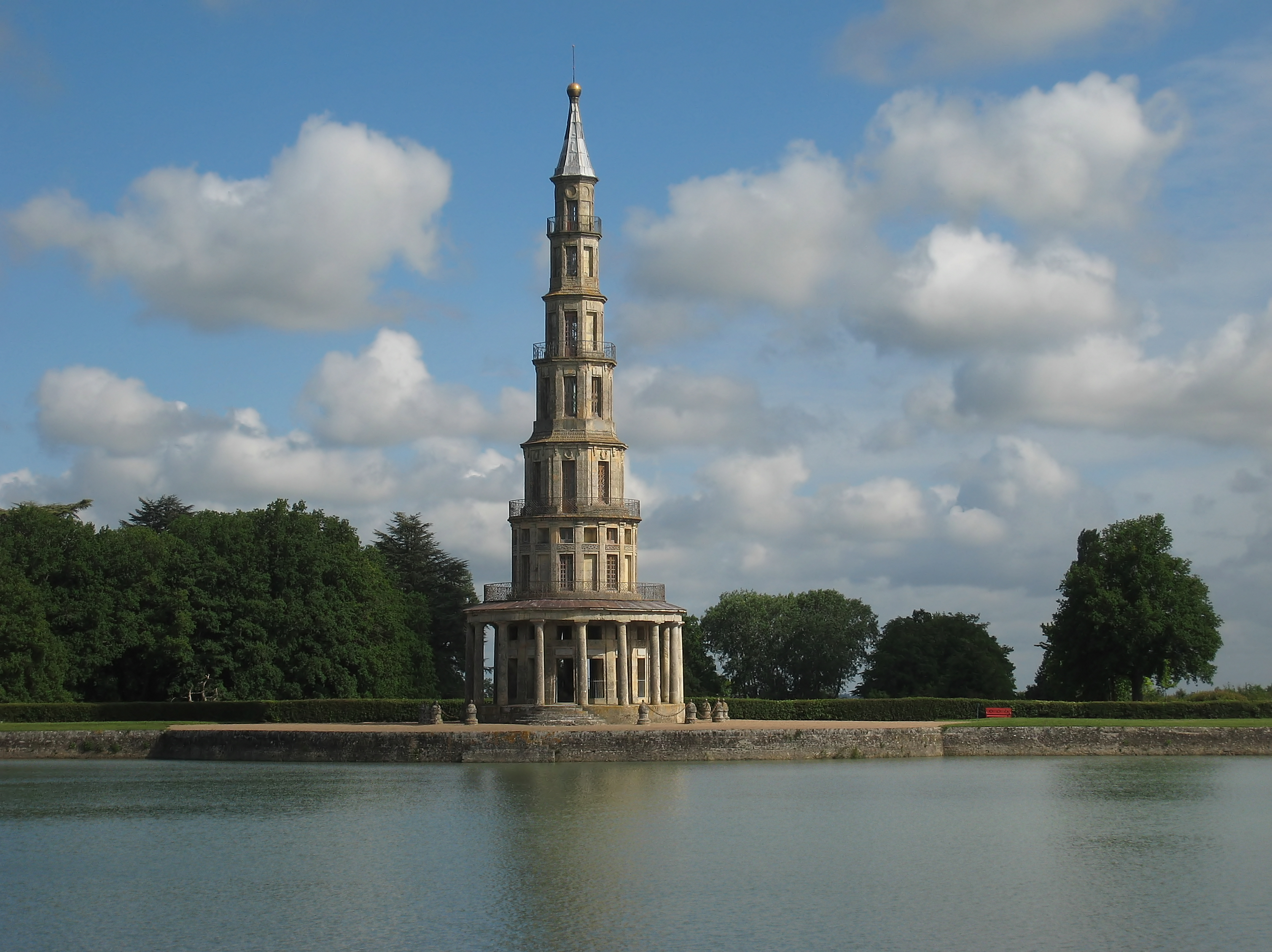
塔

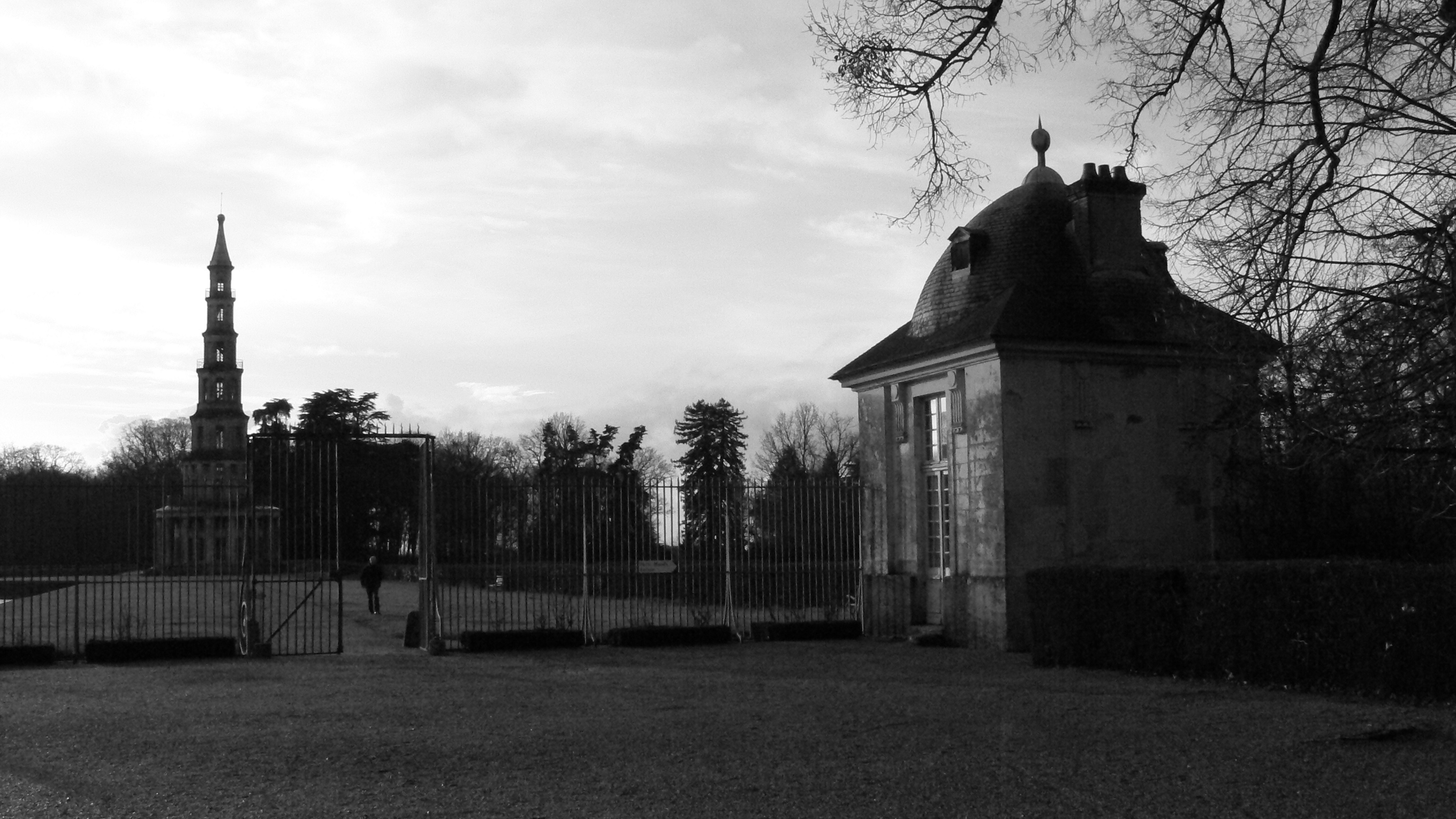

1996年，该建筑列为法国历史古迹。